# Кубертен, Пьер де
Пьер де Фреди́, барон де Куберте́н (фр. Pierre de Frédy, baron de Coubertin; 1 января 1863, Париж — 2 сентября 1937, Женева) — французский спортивный и общественный деятель, историк, педагог, литератор. Инициатор организации современных Олимпийских игр. Президент Международного олимпийского комитета (1896—1916, 1919—1925).

## Биография

### Детство и юность
Родился в Париже в аристократической семье, чьи корни уходят в XV век, четвёртый ребёнок Шарля Луи де Фреди и Агаты-Габриэль де Мирвилль. Посетив ряд колледжей и университетов Великобритании и Америки, решил разнообразить своё образование. Большое значение Кубертен придавал занятиям спортом как важной составляющей жизни молодых людей, одному из условий гармоничного развития личности. В частности, Кубертен увлекался регби и исполнял обязанности рефери на финальном матче первого французского чемпионата между командами «Расинг Метро» и «Стад Франсе».
В юности занимался фехтованием, греблей, боксом.

### Олимпийское движение
Кубертен много размышлял над идеей проведения международных соревнований в целях популяризации спорта. Заметив возросший интерес общества к античным Олимпийским играм, вызванный громкими археологическими открытиями в Олимпии, Кубертен разработал проект возрождения Олимпийских игр и выступил 25 ноября 1892 года в Парижском университете, с докладом «Возрождение олимпизма». Там он познакомился с российским генералом А. Д. Бутовским, который разделял его взгляды на спорт, его место в системе воспитания и образования молодёжи.
23 июня 1894 года на конгрессе в Сорбонне было принято решение: «Поскольку нет никаких сомнений в преимуществах, представляемых возрождением Олимпийских игр, как с точки зрения спортивной, так и интернациональной, да будут возрождены эти игры на основах, которые соответствуют требованиям современной жизни». Также был учреждён Международный олимпийский комитет (МОК), в котором Кубертен занял должность генерального секретаря. Было решено проводить игры каждые 4 года. После обсуждения конгресс поддержал предложение друга Кубертена Деметриуса Викеласа о проведении первых Олимпийских игр современности в Афинах, в знак преемственности играм древности. Деметриус Викелас был избран президентом Олимпийского комитета. По мнению Фиделя Кастро, в успехе реализации замысла Кубертена по проведению Игр "самым главным фактором явились глубина и благородство его идей, заслуживших поддержку народов мира".
Игры состоялись летом 1896 года и имели большой успех. После их завершения Кубертен занял освободившееся место президента МОК.
В дальнейшем олимпийскому движению пришлось столкнуться с серьёзными трудностями, так как Игры 1900 года в Париже и 1904-го в Сент-Луисе, привлекли мало внимания на фоне проходившей одновременно с ними Всемирной выставки. Положение изменилось к 1906 году, когда состоялись так называемые «промежуточные Игры» в Афинах, и Олимпийские игры стали самым значимым спортивным событием. В 1906 году Кубертен учредил первую награду МОК — Олимпийский кубок.
К играм 1912 года в Стокгольме Пьер де Кубертен создал новую спортивную дисциплину — современное пятиборье.
С 1912 по 1948 годы на Играх проводились конкурсы искусств, включённые в программу Игр по инициативе Кубертена. В 1912 году, под псевдонимом участвуя в конкурсе искусств на V Олимпийских играх в Стокгольме, Пьер де Кубертен завоевал золотую медаль за «Оду спорту» (номинация — литература).
В 1916 году, в разгар Первой мировой войны, Кубертен отправился на фронт, где присоединился к французской армии. В этих условиях он не мог и не считал возможным оставаться на посту президента МОК. Кубертен настоял на передаче полномочий одному из членов комитета Годфруа де Блоне, как представителю нейтральной Швейцарии. Через год после окончания войны, в 1919 году Кубертен снова возглавил Международный олимпийский комитет.

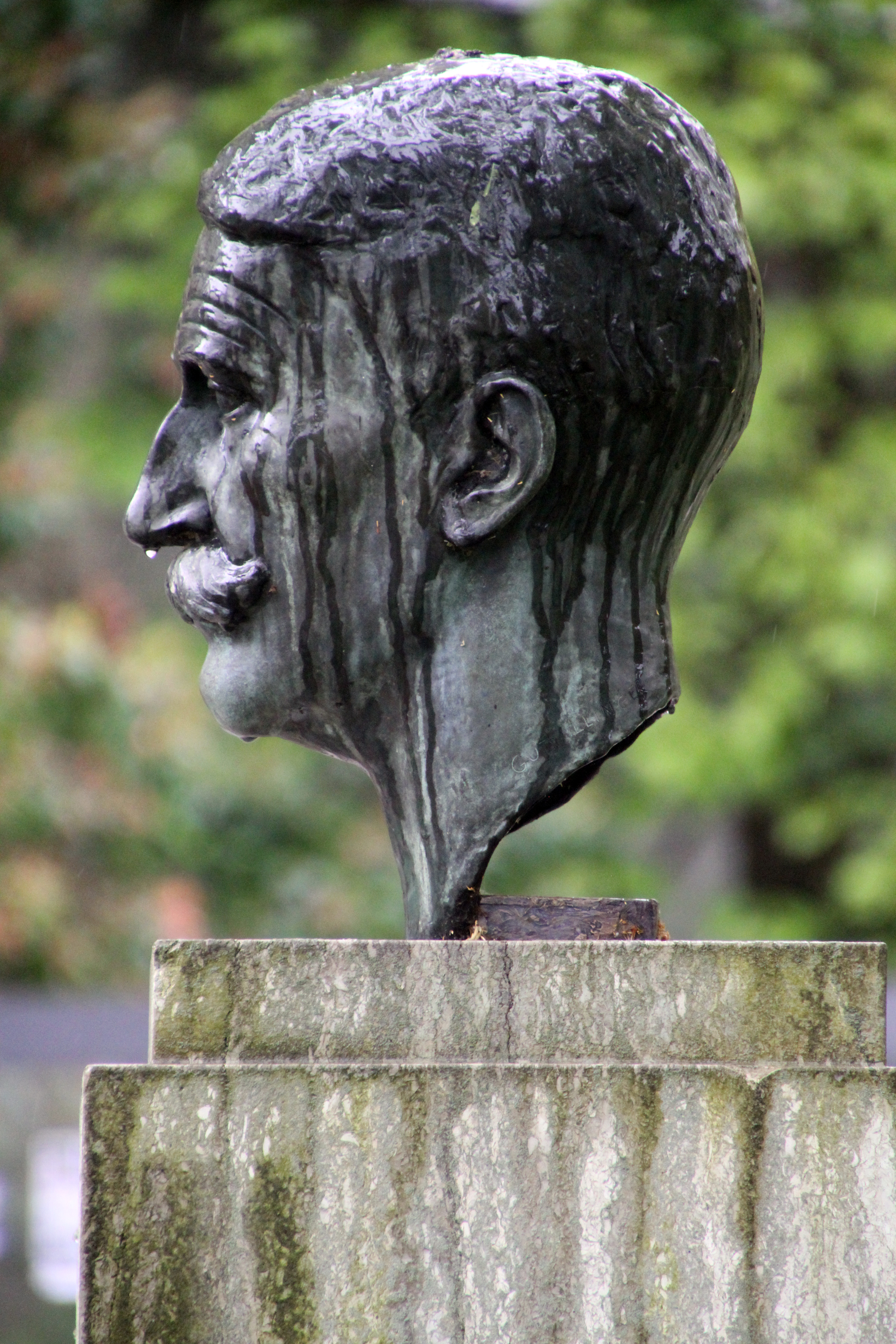
Бюст Пьера де Кубертена в Баден-Бадене

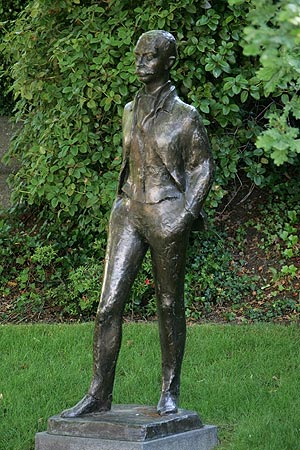
Памятник Пьеру де Кубертену в Лозанне

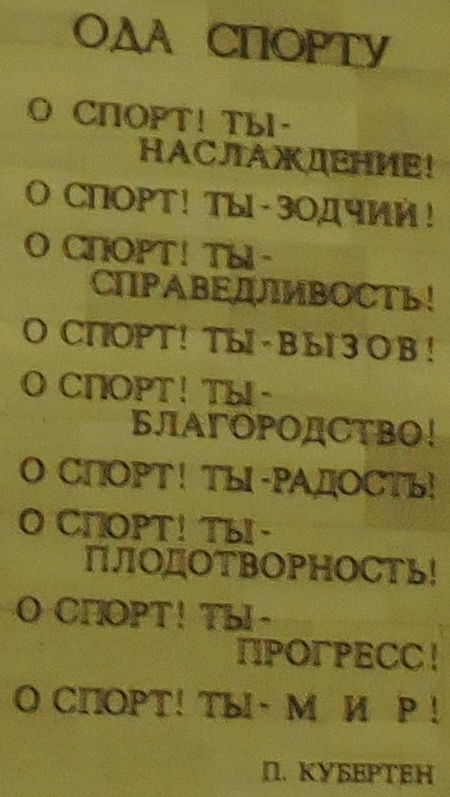
Ода Спорту (надпись на станции метро «Спортивная») СПб

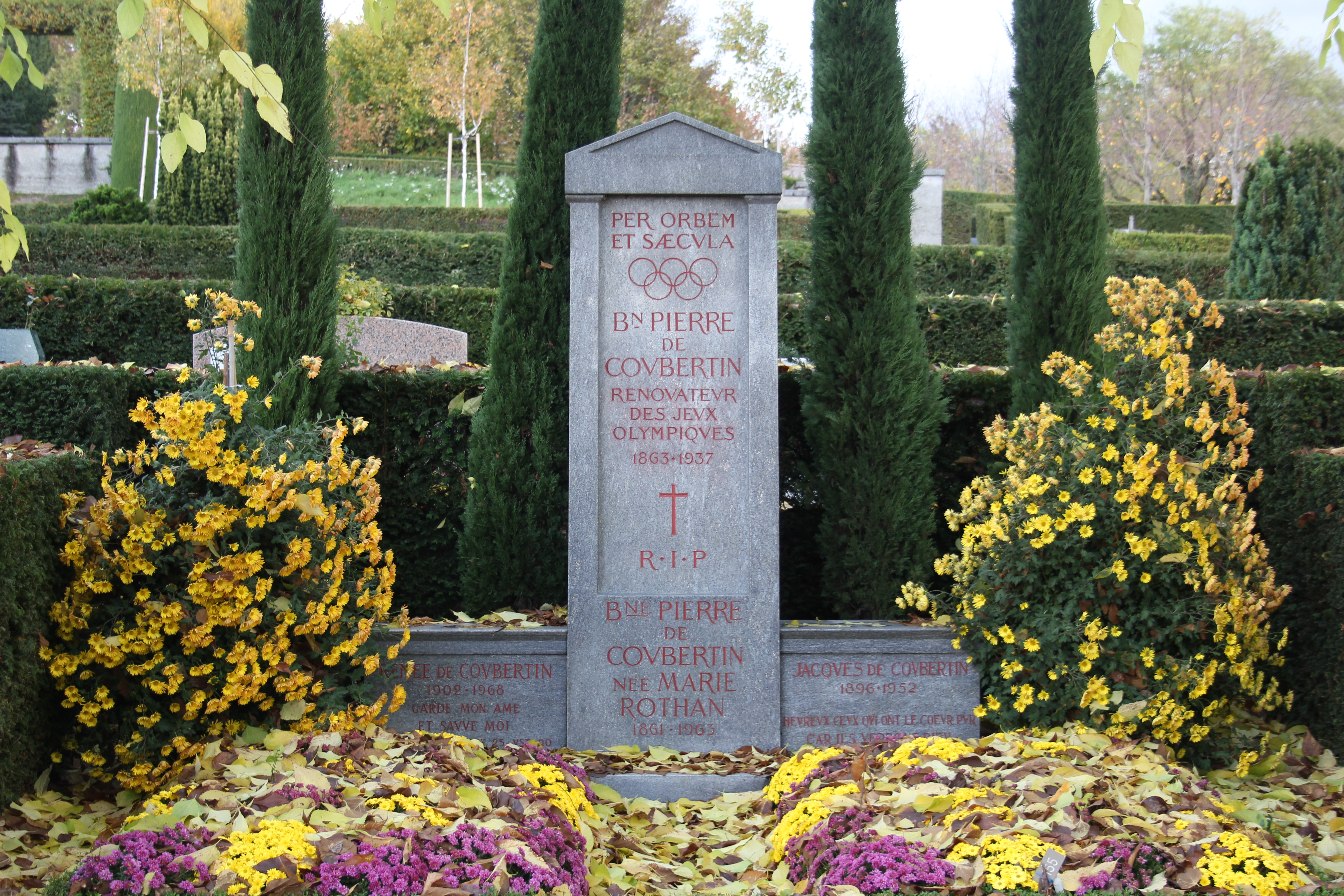
Вид на могилу

После Олимпийских игр 1924 года в Париже, которые имели значительно больший успех, чем игры 1900 года, Кубертен оставил пост президента МОК. Новым главой комитета стал бельгиец Анри де Байе-Латур.

### Движение скаутов
В 1911 году во Франции были основаны две межрелигиозные скаутские организации, учредителем одной из которых — Éclaireurs Français (EF) стал Пьер де Кубертен. Другую, Éclaireurs de France (EdF) основал Николя Бенуа. Позднее эти организации были объединены.

### Последние годы
Последние годы жизни Кубертен провёл в бедности, поскольку потратил много личных средств на поддержку олимпийского движения, а также потерял средства во время Первой мировой войны и экономического кризиса начала 1930-х годов.
Пьер де Кубертен оставался почётным президентом МОК до конца жизни. Он скончался в 1937 году в Женеве и был похоронен в Лозанне — городе, где находится штаб-квартира МОК. Согласно его завещанию, сердце Кубертена было захоронено отдельно, в монументе возле руин древней Олимпии.

## Личная жизнь
Пьер де Кубертен женился в 1895 году на Мари Ротан, дочери дипломата Гюстава Ротана, приятельствовавшего с его отцом. Их первенец Жак был умственно отсталым, а дочь Рене страдала нервными расстройствами. Дети Кубертена не оставили потомства. Оба племянника Кубертена, с которыми он был близок, погибли во время Первой мировой войны. Жена Кубертена умерла в 1963 году в возрасте 101 года.

## Критика
Кубертена неоднократно подвергали критике. Его обвиняли в неправильной трактовке Олимпийских игр, их чрезмерной профессионализации и романтизации. Утверждение Кубертена, что Олимпиады помогают сохранять мир, также было подвергнуто критике. Кроме того, исследователи считают, что он преувеличивал свою роль в решении разного рода олимпийских вопросов.
Активно сотрудничал с гитлеровским режимом во время Берлинской олимпиады 1936 года. Намеревался завещать права на свои книги Третьему рейху и выступил с яркой речью по радио, назвав Гитлера «одним из лучших творческих духов нашей эпохи». В речи на закрытии Олимпиады 1936 года выразил поддержку германскому нацистскому режиму: «…Вспомним о храбрости, так как храбрость была необходима для преодоления трудностей, с которыми фюрер встретился с момента, когда выставил требование: „Хотим строить“, чтобы противостоять нелояльным и подлым нападениям тех, кто пытается остановить прогрессивное созидательное дело». Пьер открыл в Германии Олимпийский институт, передал туда все свои труды и одобрил идею всегда проводить Олимпийские игры в Германии. В 1937 году, незадолго до смерти, Кубертен написал Гитлеру благодарственное письмо, обращаясь к нему «Ваше Превосходительство (Votre Excellence)». Активно бойкотировал СССР, не допуская советские команды к участию в олимпийском движении.

## Медаль Пьера де Кубертена
Медаль Пьера де Кубертена вручается Международным олимпийским комитетом за проявление благородства и верности духа «Fair Play» во время Олимпийских игр.
Многими спортсменами и зрителями эта награда признаётся важнейшей, даже более ценной, чем золотая олимпийская медаль. МОК также называет вручение Медали Пьера де Кубертена наибольшей честью, которой может быть удостоен спортсмен.

## Филателия и нумизматика

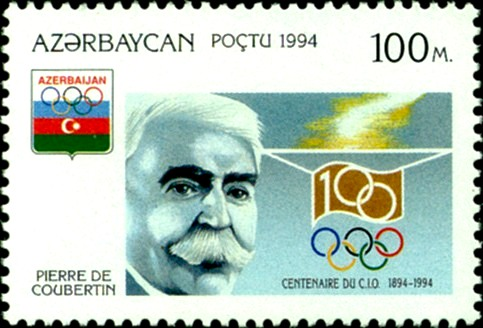
Почтовая марка Азербайджана, посвящённая Пьеру де Кубертену, 1994
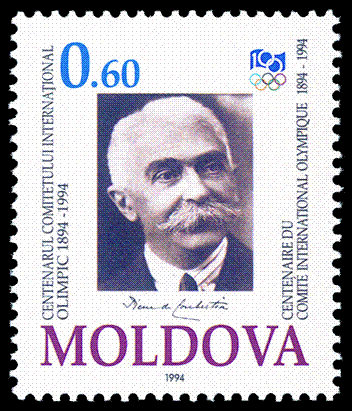
Почтовая марка Молдовы с фото Кубертена, 1994
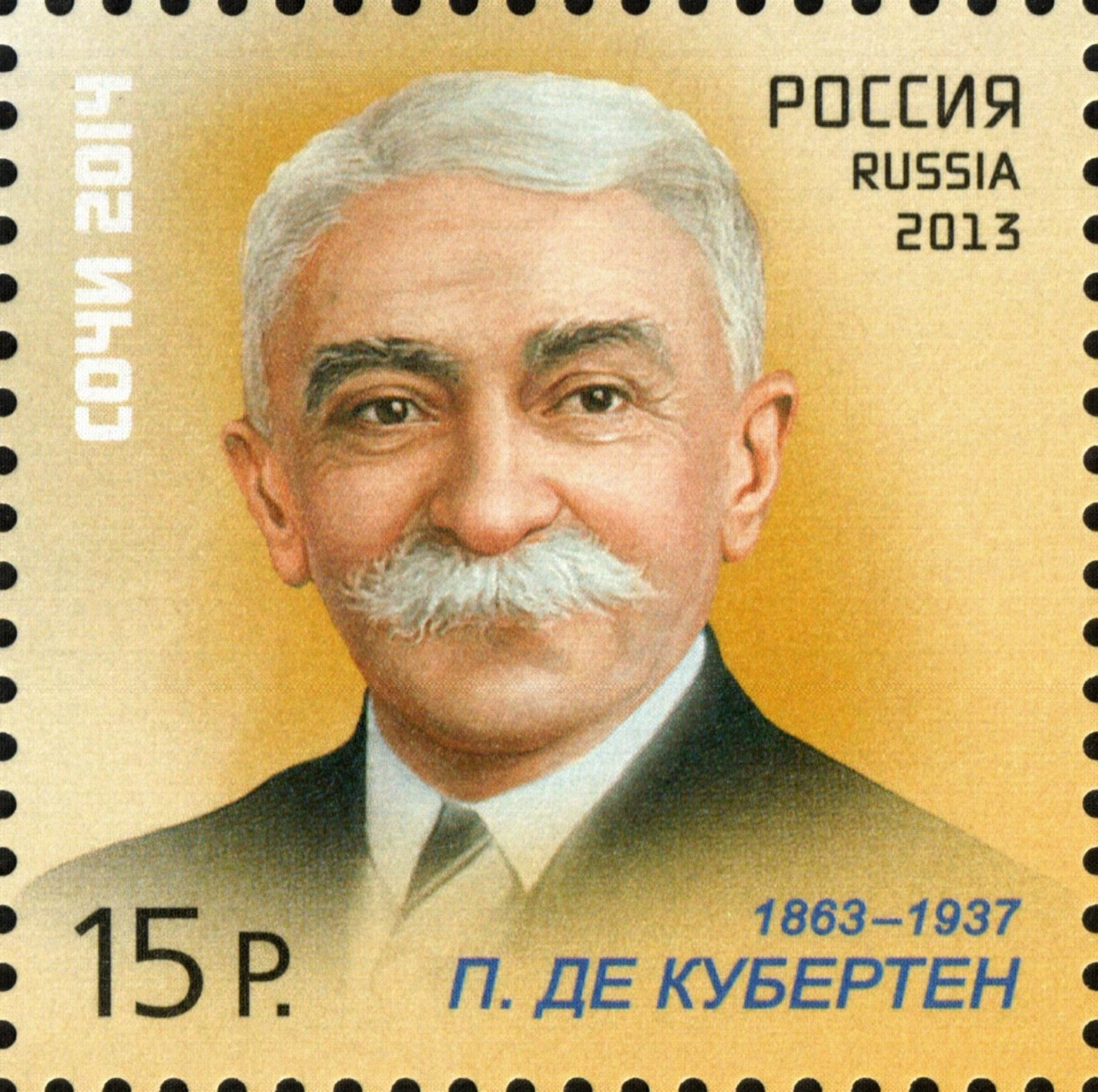
Почтовая марка России, 2013
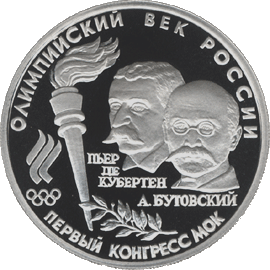
Монета ЦБ РФ
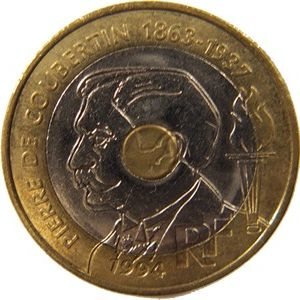
Монета 20 франков 1994 года

## Сочинения
Общий объём работ Кубертена составляет более 12 тысяч печатных страниц в 30 книгах, 50 брошюрах и более чем в 1200 статьях.
Наиболее крупные работы Кубертена
- Une Campagne de 21 ans.. Paris: Librairie de l'Éducation Physique. 1908.
- La Chronique de France (7 vols.). Auxerre and Paris: Lanier. 1900—1906.
- L'Éducation anglaise en France. Paris: Hachette. 1889.
- L'Éducation en Angleterre. Paris: Hachette. 1888.
- Essais de psychologie sportive. Lausanne: Payot. 1913.
- L'Évolution française sous la Troisième République. Paris: Hachette. 1896.
- France Since 1814. New York: Macmillan. 1900.
- La Gymnastique utilitaire. Paris: Alcan. 1905.
- Histoire universelle (4 vols.). Aix-en-Provence: Société de l’histoire universelle. 1919.
- Mémoires olympiques. Lausanne: Bureau international de pédagogie sportive. 1931.
- Notes sur l'éducation publique. Paris: Hachette. 1901.
- Pages d’histoire contemporaine. Paris: Plon. 1908.
- Pédagogie sportive. Paris: Crés. 1922.
- Le Respect Mutuel. Paris: Alean. 1915.
- Souvenirs d’Amérique et de Grèce. Paris: Hachette. 1897.
- Universités transatlantiques. Paris: Hachette. 1890.

На русском языке
- Олимпийские мемуары / Пер. с фр. — М.: Рид Групп, 2011. 176 с., Серия «Библиотека РМОУ», 1500 экз., ISBN 978-5-4252-0301-4

## Книги
Очерки по спортивной психологии

Олимпийские мемуары

Французская хроника

Основы города Будущего

Утилитарная гимнастика